# Мотет
Мотет (лат. motetus, итал. mottetto) је форма вокалне музике која се појавила у 13. веку. Овај термин је у историји означавао различите музичке облике: различит текст за различите гласове и ритам који се понавља у другом гласу (изоритмија) су карактеристике раних мотета (до 15. века); каснији мотети (од 15. века) су типична духовна музика у којој се гласовима могу придружити и инструменти. 
Реч мотет вероватно потиче од француске речи („mot“ = реч) која описује повезаност ове музичке форме са текстом. 

## Текстови
У почетку је већина текстова мотета била на латинском језику, док су неки садржали текст на француском. Било је могуће и комбиновати оба језика у истој композицији. Текстови су углавном били духовни, а постојали су и такозвани „државни мотети“ са световном тематиком. У периоду 17-20. века, у мотетима су почели да се појављују народни језици, обично преводи Библије или духовне песме. 

## Форма
Први мотети у 13. веку били су кратки. Изоритмички мотети из 14. и 15. века могу се по поновљеном ритму у другом гласу делити у деонице. Од око 1500. имитација је постала најважнији стилски елемент мотета; за сваки део текста компоновао би се посебан музички мотив који се понавља у више гласова. Од барокног доба мотети су могли да се састоје из више ставова.
Број гласова се од Ренесансе повећавао у мотетима, слично другим музичким облицима. У 13. веку било је пуно двогласних мотета, у 16. веку петогласни и шестогласни мотети су постали правило, а од 1550. настајали су мотети са осам до дванаест гласова (венецијанско вишегласје). Мотете у време барока је пратио целокупни оркестар, и у њима је учествовао само један солистички глас.

## Композитори
Значајни композитори мотета били су:
- у 14. веку Филип де Витри и Гијом де Машо,
- у 15. веку Гијом ду Феј и Јоханес Окегем,
- у 16. веку Ђовани Пјерлуиђи да Палестрина и Орландо ди Ласо,
- у 17. веку Хајнрих Шиц,
- у 18. веку Јохан Себастијан Бах,
- у 19. веку Феликс Менделсон Бартолди, Антон Брукнер, Јоханес Брамс,
- у 20. веку Макс Регер, Паул Хиндемит, Јохан Непомук Давид.